# Tennessee Three

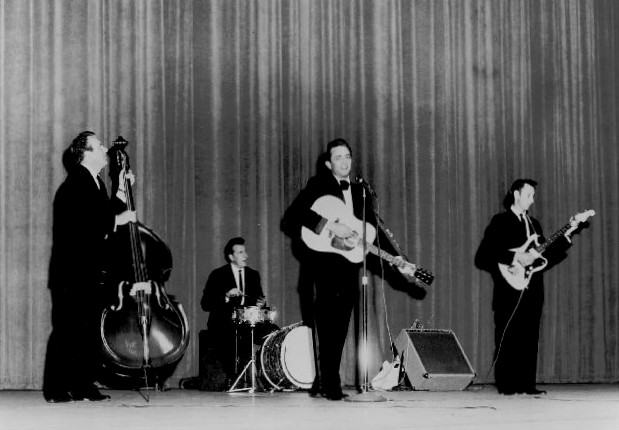
Johnny Cash und die Tennessee Three 1963

The Tennessee Three waren mehr als 40 Jahre lang die Backgroundband des Countrymusikers Johnny Cash und kreierten mit ihm zusammen den berühmten Johnny-Cash-Sound Boom-Chick-a-boom.

## Tennessee Two
Cash spielte zunächst zusammen mit den Tennessee Two, dem Gitarristen Luther Perkins und dem Bassisten Marshall Grant in verschiedenen Clubs in Memphis (Tennessee), bis sie 1955 zusammen mit ihm einen Plattenvertrag bei Sam Phillips, dem Besitzer und Produzenten von Sun Records bekamen. Perkins und Grant waren bis dahin ebenso wie Cash keine professionellen Musiker, sondern arbeiteten hauptberuflich als Autoverkäufer bzw. -mechaniker.
Da Cashs Band zu dieser Zeit noch keinen Schlagzeuger hatte, ließ Perkins ein Stück Papier hinter die Saiten der Rhythmusgitarre klemmen; dieses perkussive Schnarren wurde zum typischen Merkmal des berühmten Boom-Chick-a-boom. Die Bezeichnung ist eine lautmalerische Beschreibung für den schnellen, stampfenden Klang ähnlich dem eines fahrenden Zugs.

## Tennessee Three
1960 stieß der Schlagzeuger W. S. Holland zur Band, aus der damit die Tennessee Three wurden. Gitarrist Luther Perkins arbeitete mit Cash und den Tennessee Three, bis er 1968 im Alter von 40 Jahren beim Brand seines Wohnhauses ums Leben kam; er wurde durch Bob Wootton ersetzt. 1970 nahm die Band ein Instrumentalalbum auf, das Luther Perkins gewidmet war: The Tennessee Three: The Sound Behind Johnny Cash. Der Bassist Marshall Grant verließ die Band 1980. Seitdem gab es wechselnde Besetzungen, mit Wootton und Holland als ständigen Musikern. 1997 stellte Cash seine Tourneen ein; er starb 2003.
Die Tennessee Three traten weiterhin auf, den Gesangspart hatte Wootton übernommen. Unterstützt wurde die Band von Woottons Frau Vicky und seiner Tochter Scarlett. 2006 veröffentlichte die Band das Tribute-Album The Sound Must Go On. 2012 erschien ein weiteres Album mit dem Titel All Over Again ohne den ausgeschiedenen W. S. Holland. Die Band wurde inzwischen auch durch Woottons jüngste Tochter Montana verstärkt. Wootton starb im April 2017, Holland im September 2020.

## Walk the Line
In der 2005 erschienenen Film-Biografie von Johnny Cash, Walk the Line, wurden die Band-Mitglieder durch folgende Schauspieler dargestellt:
- Luther Perkins – Dan John Miller
- Marshall Grant – Larry Bagby
- W. S. Holland – Clay Steakley

## Diskografie

### Singles
- 1965: Cattle Call	/ Bill's Theme
- 1967: Outside Looking In / Spanish Harlem

### Alben
- 1970: The Sound Behind Johnny Cash
- 2004: We Still Miss Someone
- 2006: The Sound Must Go On
- 2012: All Over Again